# Лыткинский сельсовет
Лыткинский сельсовет — упразднённая административно-территориальная единица, существовавшая на территории Московской губернии и Московской области до 1954 года.
Лыткинский сельсовет был образован в первые годы советской власти. В 1919 году Лыткинский с/с входил в Еремеевскую волость Звенигородского уезда Московской губернии.
14 января 1921 года Еремеевская волость была передана в Воскресенский уезд.
По данным 1926 года в состав сельсовета входили деревня Акишино, деревня Лыткино, деревня Марьино, деревня Новосергиево, а также детская колония.
В 1927 году из Лыткинского с/с был выделен Новосергиевский с/с.
В 1929 году Лыткинский с/с был отнесён к Воскресенскому району Московского округа Московской области. При этом к нему были присоединены Бакеевский и Новосергиевский с/с.
20 мая 1930 года Лыткинский с/с (селения Лыткино и Акишино) был передан в Сходненский район.
27 сентября 1932 года Лыткинский с/с был передан в Солнечногорский район.
14 июня 1954 года Лыткинский сельсовет был упразднён, а его территория передана в Соколовский с/с.